# NGC 290
NGC 290 ist die Bezeichnung eines offenen Sternhaufens in der Kleinen Magellanschen Wolke, der etwa 200.000 Lichtjahre von der Erde entfernt ist. Der Durchmesser von NGC 290 beträgt in etwa 65 Lichtjahre.
Der offene Sternhaufen NGC 290 wurde am 11. April 1834 vom britischen Astronomen John Frederick William Herschel entdeckt.